# Нідер Еммануїл Людвігович
Еммануїл Людвігович Нідер (1899 — розстріляний 1938) — радянський партійний діяч, 1-й секретар Молочанського районного комітету КП(б)У Дніпропетровської області. Кандидат у члени ЦК КП(б)У в січні 1934 — січні 1938 р.

## Біографія
Народився у селянській родині німців-колоністів. Член РКП(б) з 1920 року.
У 1933—1934 роках — начальник політичного відділу Веселокутської машинно-тракторної станції (МТС) Гросулівського району Одеської області
До 1937 року — 1-й секретар Молочанського районного комітету КП(б)У Дніпропетровської області.
У 1937 році заарештований органами НКВС. 3 січня 1938 року засуджений до вищої міри покарання, розстріляний. Посмертно реабілітований.

## Нагороди
- орден Леніна (7.05.1934)